# Currothelphusa asserpes
Currothelphusa asserpes is een krabbensoort uit de familie van de Gecarcinucidae. De wetenschappelijke naam van de soort is voor het eerst geldig gepubliceerd in 1990 door Ng.